# Гра їхнього життя
«Гра їхнього життя» (англ. The Game of Their Lives) — американська спортивна драма 2005 року режисера Девіда Анспо, знята за сценарієм Анджело Піццо, написаним на основі однойменної книги Джеффрі Дугласа про виступ футбольної збірної США на чемпіонаті світу з футболу 1950.

## Сюжет
Події фільму показані як спогади старого спортивного репортера Дента Макскіммінга про футболістів-аматорів Сент-Луїса, простих працівників, нащадків італійських емігрантів до США, які у вільний час займалися футболом і яким випав шанс представляти Сполучені Штати на чемпіонаті світу з футболу в Бразилії, на якому збірна США здобула сенсаційну перемогу 
над англійцями.

## У ролях
| Актор            | Роль                                 |
| ---------------- | ------------------------------------ |
| Джерард Батлер   | Френк Боргі                          |
| Веслі Бентлі     | Волтер Бар                           |
| Джей Родан       | Френк Воллас                         |
| Гевін Россдейл   | Стен Мортенсен                       |
| Костас Менділор  | Чарлі Коломбо                        |
| Луїс Менділор    | Джино Паріані                        |
| Закері Тай Браян | Гаррі Кеог                           |
| Джиммі Жан-Луїс  | Джо Гатьєнс                          |
| Річард Дженік    | Джо Мака                             |
| Нельсон Варгас   | Джон Соуза                           |
| Ніно Да Сілва    | Ед Соуза                             |
| Джон Гаркс       | Ед Макілвенні                        |
| Білл Смітрович   | адмірал Гіггінс                      |
| Террі Кінні      | спортивний репортер Дент Макскіммінг |
| Патрік Стюарт    | Дент Макскіммінг-старший             |
| Джон Ріс-Девіс   | тренер Вільям Джеффрі                |

## Історичні неточності у фільмі
- Старий репортер Дент Макскіммінг зображений на початку фільму під час Матчу зірок MLS 2004, коли насправді реальний Макскіммінг помер у 1976 році.
- У фільмі показано, що гравці Сент-Луїса та гравці Східного узбережжя вперше зібралися разом під час пробної гри. Насправді ж кілька гравців раніше представляли Сполучені Штати на чемпіонаті NAFC 1949 року, турнірі, який був відбірковим до чемпіонату світу з футболу 1950 року. Цей турнір жодного разу не згадується у фільмі.
- Гра проти Англії була другим, а не першим (як показано у фільмі), матчем, який США зіграли на чемпіонаті світу 1950 року. За чотири дні до того вони зазнали поразки від Іспанії.
- У матчі проти Англії капітаном збірної США був Ед Макілвенні, а не Волтер Бар. Волтер Бар був капітаном в останній з трьох на чемпіонаті грі проти збірної Чилі.
- Насправді Стенлі Метьюз, а не Стен Мортенсен, був частиною команди збірної Англії, яка подорожувала Північною Америкою перед чемпіонатом світу. Крім того, товариська гра закінчилася з рахунком 1–0; це не було розгромом, як зображено у фільмі, а у промові після вечері Мортенсена вітають із його успіхом, коли він забив три голи у фіналі Кубка Англії, що насправді сталося у 1953 році.
- Насправді США були вказані в коефіцієнтах на перемогу в турнірі (вони були вказані як 500-1).
- Кількість глядачів на матчі США — Англія була трохи більше 10 000, а не 30 000.
- Джо Гатьєнс мав змішане німецько-гаїтянське походження і мав світліший колір шкіри, ніж актор, який його грав.
- Джо Гатьєнс був не єдиним гравцем, який не мав паспорта США, оскільки Джо Мака та Ед Макілвенні були бельгійцем та шотландцем відповідно.
- Протягом усього фільму Френк Боргі виконує кілька ударів від воріт, хоча він заявив, що ніколи цього не робив, оскільки завжди кидав м'яч або дозволяв іншому гравцеві виконати удар від воріт.